# 史弥忠
史彌忠（1161年—1244年），字良叔，號自齋先生，明州鄞縣人，南宋政治人物。

## 生平
史漸長子。早年受業於楊簡。淳熙十四年（1187年）進士及第。史彌忠任咸寧縣尉時，與任蒲圻縣尉的趙方友好，兩家先後生史嵩之和趙葵，乃持羊酒相賀。秩滿歸家，囊中裝填甚多，其父史漸大怒，以為他貪污受賄，於是召集鄉里人開篋來看，結果全是書籍。開禧二年（1206年）監文思院，楊簡稱他質直有才。歷知廬陵縣、率兵守吉州、提舉福建鹽茶，有政聲。淳祐四年（1244年）卒，贈少師、鄭國公，諡文靖。其子史嵩之官至宰相。

## 遺迹
今浙江省宁波市宝幢省岙郑国公史弥忠墓道石刻